# 岩井茂樹 (日本文化学者)
岩井 茂樹（いわい しげき、1969年1月 - ）は、日本文化学者、大阪大学日本語日本文化教育センター（CJLC）教授。
奈良県生まれ。1991年広島大学工学部卒業、同大学院分子化学専攻修士課程修了、愛知学院大学大学院日本文学専攻修士課程修了、2004年総合研究大学院大学国際日本研究専攻博士課程修了、「歌道と茶道における恋歌の諸問題 その歴史的展開と社会的背景について」で博士（学術）。国際日本文化研究センター研究部技術補佐員、タイ国チュラーロンコーン大学文学部日本語科講師を経て、現職。

## 著書

### 単著
- 茶道と恋の関係史 思文閣出版 2006.7
- 恋歌の歴史 日文研叢書 2007.3
- 日本人の肖像　二宮金次郎　角川叢書、2010

### 共編
- わび・さび・幽玄 「日本的なるもの」への道程 鈴木貞美 水声社 2006.9
- 連歌の発想 連想語彙用例辞典と、そのネットワークの解析 山田奨治 日文研叢書 2006.10